# Distrito Escolar de Unión-Libre de Scarsdale

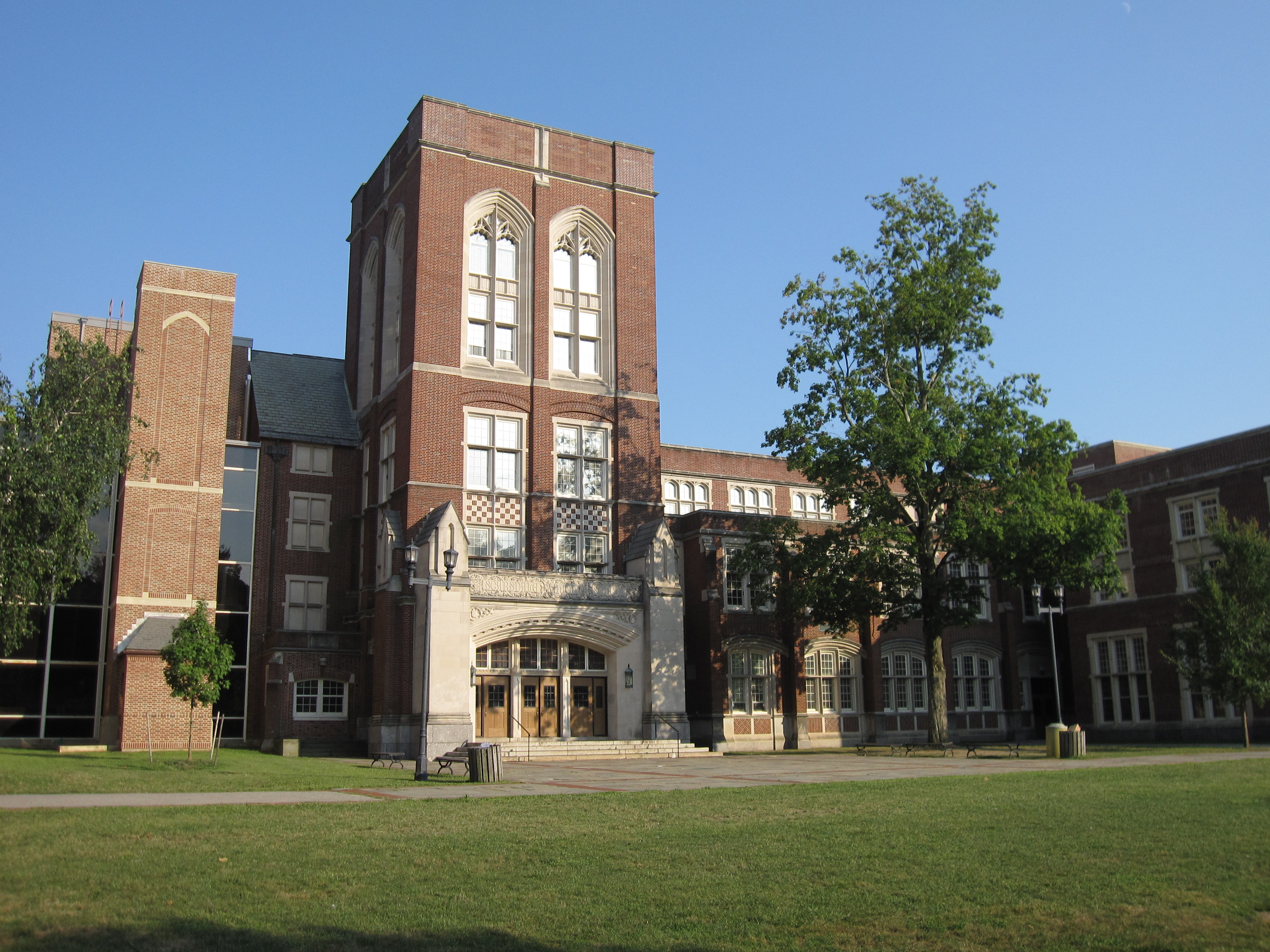
Escuela Secundaria de Scarsdale (Scarsdale High School)

El Distrito Escolar de Unión-Libre de Scarsdale (Scarsdale Union Free School District o Scarsdale Public Schools) es un distrito escolar del Estado de Nueva York. Tiene su sede en Scarsdale.
En 2007 Elsa Brenner de The New York Times dijo que el plan de estudios del distrito es difícil.
En 2012 era el distrito escolar estadounidense más rica.

## Escuelas
Tiene cinco escuelas primarias: Edgewood, Fox Meadow, Greenacres, Heathcote, y Quaker Ridge.
Todos las escuelas primarias tienen nombres de barrios de Scarsdale.
Los escuelas secundarias son: Escuela Intermedia de Scarsdale (Scarsdale Middle School) y Escuela Secundaria de Scarsdale (Scarsdale High School).